# Месяц в деревне
«Ме́сяц в дере́вне» — пьеса И. С. Тургенева, написанная в 1850 году и опубликованная 5 лет спустя. Первая известная редакция пьесы датирована 1848 годом. Рабочие названия — «Студент» и «Две женщины».

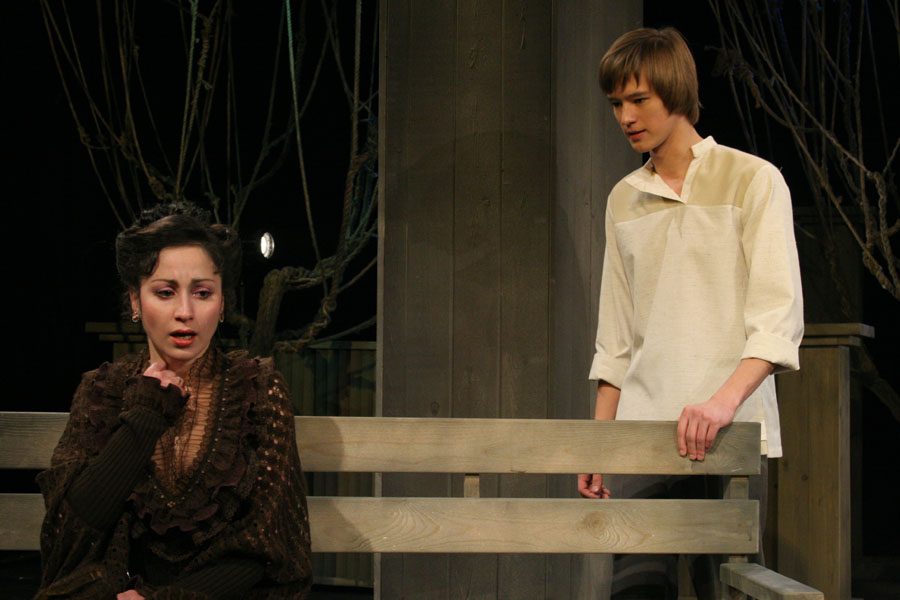
Сцена из постановки Саратовского театра драмы

.

## Сюжет
Действие происходит в имении Ислаева в начале 1840-х годов. В основе пьесы — любовный четырёхугольник. Наталья Петровна, жена богатого помещика Аркадия Сергеича Ислаева, влюбляется в Алексея Николаевича Беляева (21 год) — студента, учителя Коли Ислаева. Михаил Александрович Ракитин — друг семьи, уже давно любит Наталью Петровну. Верочка, 17-летняя воспитанница Натальи Петровны, тоже влюбляется в Алексея Николаевича. Беляев и Ракитин в результате покидают поместье.

## Театральные постановки
| Год              | Страна             | Название               | Театр                                                                            | Режиссёр | В ролях | Примечания                            |
| ---------------- | ------------------ | ---------------------- | -------------------------------------------------------------------------------- | --- | --- | ------------------------------------- |
| 1872, 13 января  | Российская империя | Месяц в деревне        | Малый театр                                                                      | Богданов А. Ф. | Бенефис Екатерины Васильевой в связи с 25-летним юбилеем её сценической деятельности. Екатерина Васильева (Наталья Петровна), Иван Самарин (Ислаев), Николай Вильде (Ракитин), Михаил Решимов (Беляев), Пров Садовский (Большинцов), Сергей Шумский (Шпигельский).                                                         |                                       |
| 1879             | Российская империя | Месяц в деревне        | Александринский театр                                                            | | Мария Савина (Верочка) |                                       |
| 1900             | Российская империя | Месяц в деревне        | Малый театр                                                                      | | Бенефис Марии Ермоловой |                                       |
| 1903             | Российская империя | Месяц в деревне        | Александринский театр                                                            | | Мария Савина (Наталья Петровна) |                                       |
| 1909             | Российская империя | Месяц в деревне        | МХТ                                                                              | | Ольга Книппер-Чехова (Наталья Петровна) |                                       |
| 1930             | США                | A Month in the Country | Eltinge 42nd Street Theatre (Нью-Йорк)                                           | Рубен Мамулян | Алла Назимова, Elliott Cabot |                                       |
| 1943             | Великобритания     | A Month in the Country | St James’s Theatre (Лондон)                                                      | Эмлин Уильямс (+ автор адаптации) | М. Редгрейв, Валери Тейлор |                                       |
| 1944             | СССР               | Месяц в деревне        | Ленком                                                                           | Софья Гиацинтова | Софья Гиацинтова (Наталья Петровна) |                                       |
| 1949             | Великобритания     | A Month in the Country | New Theatre (Лондон)                                                             | Майкл Сент-Дени (for the Old Vic Company at the New) | М. Редгрейв и Анджела Бадделей |                                       |
| 1954             | СССР               | Месяц в деревне        | Киевский русский драматический театр имени Леси Украинки                         | Константин Хохлов | |                                       |
| 1956             | США                | A Month in the Country | Phoenix Theatre (Нью-Йорк)                                                       | Майкл Редгрейв | |                                       |
| 1963             | Франция            | Un mois à la campagne  | Театр «Ателье» / Théâtre de l’Atelier                                            | Андре Барсак | Дельфин Сейриг (Наталья Петровна), Элизабет Ален (Верочка), Жак Франсуа (Ракитин), Бернар Русселе (Беляев), Мишель Пикколи (Шпигельский) |                                       |
| 1965             | Великобритания     | A Month in the Country | Yvonne Arnaud Theatre, Guildford May 1965 and Cambridge Theatre London           | Майкл Редгрейв | Ингрид Бергман, Майкл Редгрейв, Emlyn Williams |                                       |
| 1969             | СССР               | Месяц в деревне        | Московский драматический театр им. М. Н. Ермоловой                               | Екатерина Еланская | Александр Калягин (Ислаев), Евгения Уралова (Наталья Петровна), Лариса Гребенщикова (Верочка),Лев Круглый (Ракитин), Екатерина Васильева (Лизавета Богдановна), Юрий Медведев (Большинцов), В. Лакирев (Шпигельский), В. Быстров (Беляев). Спектакль записан для телевидения в 1973 году                                   |                                       |
| 1975             | Великобритания     | A Month in the Country | Albery Theatre London                                                            | Toby Robertson | Dorothy Tutin (Наталья Петровна), Дерек Джекоби |                                       |
| 1977             | СССР               | Месяц в деревне        | Московский драматический театр на Малой Бронной                                  | Анатолий Эфрос | Ольга Яковлева (Наталья Петровна), Елена Коренева (Верочка), Михаил Козаков (Ракитин), Леонид Броневой (Шпигельский), Олег Даль (Беляев), Алексей Петренко (Большинцов). Спектакль записан для телевидения в 1983 году |                                       |
| 1979             | США                | A Month in the Country | Roundabout Theatre Company New York City                                         | Майкл Кан | Тэмми Граймс, Аманда Пламмер, Тор Филдс |                                       |
| 1981             | Великобритания     | A Month in the Country | National Theatre Olivier, London                                                 | Peter Gill (перевод Isaiah Berlin) | Франческа Аннис, Найджел Терри |                                       |
| 1992             | Россия             | Месяц в деревне        | Открытый театр (Санкт-Петербург)                                                 | Анатолий Морозов | Наталья Кутасова (Наталья Петровна), Анна Алексахина (Верочка), Евгений Баранов (Беляев) |                                       |
| 1992             | Ирландия           | Месяц в деревне        | Театр Аббатства (Дублин)                                                         | Michael Attenborough (in a version by Brian Friel; revived by the RSC at the Swan in Stratford-upon-Avon, December 1998, directed by Michael Attenborough, and at The Pit in London, May 1999) | |                                       |
| 1993             | Россия             | Месяц в деревне        | Театр на Покровке п/р Сергея Арцибашева                                          | | |                                       |
| 1994             | Великобритания     | A Month in the Country | Albery Theatre (Лондон)                                                          | Билл Брайден | Хелен Миррен, Джон Херт, Джозеф Файнс (Беляев) |                                       |
| 1995             | США                | A Month in the Country | Criterion Center Stage Right (Нью-Йорк)                                          | Scott Ellis | Helen Mirren (Tony nominee, 1995 Theatre World Award), Ron Rifkin |                                       |
| 1996             | Россия             | Месяц в деревне        | Московский театр «Мастерская П. Фоменко»                                         | Сергей Женовач | Галина Тюнина (Наталья Петровна), Полина Кутепова (Верочка), Кирилл Пирогов (Беляев), Ксения Кутепова (Лизавета Богдановна), Андрей Казаков (Матвей), Мадлен Джабраилова (Анна Семёновна Ислаева, Катя)— программка, пресса                                                                                                |                                       |
| 1998             | Россия             | Месяц в деревне        | Театральный центр «Волхонка» (Екатеринбург)                                      | Сергей Стеблюк | |                                       |
| 1998             | Россия             | Месяц в деревне        | Санкт-Петербургский академический драматический театр им. В. Ф. Комиссаржевской  | Валерий Гришко | Татьяна Кузнецова (Наталья Петровна), Андрей Астраханцев (Ракитин), Евгений Иванов (Беляев), Елена Андреева/Анна Вартанян (Вера), Галина Короткевич (Анна Семеновна), Владимир Богданов (Ислаев), Маргарита Бычкова/Светлана Слижикова (Лизавета Богдановна), Анатолий Худолеев (Шпигельский), Леонид Ниценко (Большинцов) |                                       |
| 1998             | Россия             | Две женщины            | Ленком                                                                           | Владимир Мирзоев | |                                       |
| 1998, 24 апреля  | Россия             | Месяц в деревне        | Театр «МЕЛ» (Москва)                                                             | Геннадий Шапошников | Елена Махонина (Наталья Петровна), Сергей Пожарский (Ракитин), Ростислав Бершауэр (Беляев), Елена Морозова (Верочка) |                                       |
| 2006, 31 марта   | Украина            | Месяц в деревне        | Театр «Колесо» (Киев)                                                            | Ирина Клищевская | Вячеслав Стасенко (Беляев), Станислав Колокольников (Ислаев), Валентина Бойко (Haталья Петровна) |                                       |
| 2009, 7 мая      | Россия             | Месяц в деревне        | БДТ                                                                              | Анатолий Праудин | Александра Куликова (Наталья Петровна), Михаил Морозов (Ислаев), Сергей Лосев (Шпигельский) — программка — пресса |                                       |
| 2010, 12 декабря | Украина            | Месяц в деревне        | Киевский академический театр юного зрителя на Липках                             | Валентин Козьменко-Делинде | Анжелика Гирич (Наталья Петровна) |                                       |
| 2011, 24 февраля | Испания            | Un mes al camp         | Teatre Nacional de Catalunya (Барселона)                                         | Josep Maria Mestres (перевод Miquel Cabal Guarro) | Ориоль Ажель, Мириам Аламань, Сильвия Бель, Шавьер Боада |                                       |
| 2011, 15 декабря | Украина            | Высшее благо на свете  | Киевский Академический театр драмы и комедии на левом берегу Днепра              | Андрей Билоус | Наталья Озирская, Анастасия Тритенко (Наталья Петровна) |                                       |
| 2013, 1 ноября   | Россия             | Все мы прекрасные люди | Санкт-Петербургский академический театр имени Ленсовета                          | Юрий Бутусов | Анна Ковальчук (Наталья Петровна) |                                       |
| 2015, 19 декабря | Россия             | Месяц в деревне        | Московский Новый драматический театр                                             | Вячеслав Долгачёв | Наталья Рассиева (Наталья Петровна) |                                       |
| 2016, 28 октября | Россия             | Месяц в деревне        | Пермский академический Театр-Театр                                               | Борис Мильграм | Анна Сырчикова (Наталья Петровна), Александр Гончарук (Ракитин) | 4 номинации на премию «Золотая маска» |
| 2018, 15 июня    | Россия             | Молодость              | Тюменский драматический театр                                                    | Данил Чащин | Кристина Тихонова (Наталья Петровна), Сергей Скобелев (Ракитин) | 5 номинаций на премию «Золотая маска» |
| 2019, 19 января  | Россия             | Месяц в деревне        | Русский республиканский драматический театр имени М. Ю. Лермонтова               | Станислав Васильев | Валентина Прокопенко (Наталья Петровна), Денис Энгель (Ракитин) |                                       |
| 2020, 24 декабря | Россия             | Месяц в деревне        | МХТ имени А. П. Чехова                                                           | Егор Перегудов | Наталья Рогожкина (Наталья Петровна), Александр Усов (Ислаев), Эдуард Чекмазов (Ракитин), Кузьма Котрелёв (Беляев), Павел Ворожцов (Шпигельский) |                                       |
| 2021, 6 февраля  | Россия             | Месяц в деревне        | Севастопольский академический русский драматический театр им. А. В. Луначарского | Сценическая версия и постановка — Григорий Лифанов - Сценография — Наталья Лось - Художник по костюмам — Ника Брагина                                                                          | Евгений Чернорай (Ислаев), Валентина Огданская / Татьяна Сытова (Наталья Петровна), Митя Махонин (Коля), Виктория Мулюкина (Верочка), Людмила Шестакова (Анна Семёновна), Геннадий Ченцов (Ракитин) |                                       |
| 2024, 12 июня    | Россия             | Месяц в деревне        | Русский драматический театр «Мастеровые» г. Набережные Челны                     | Арсель Узак | Андрей Щербаков (Ислаев), Алёна Знайда (Наталья Петровна), Николай Смирнов (Коля), Анастасия Константинова (Верочка), Александра Петрова (Анна Семеновна), Евгений Баханов (Ракитин), Дмитрий Жуков (Беляев), Александр Братенков (Шпигельский), Константин Цачурин / Илья Ладыгин (Матвей), Елизавета Чежегова (Катя)     |                                       |

## Экранизации
- 1943 — «Тайны» — французский фильм режиссёра Пьера Бланшара, адаптированная экранизация: действие перенесено в современную фильму Францию.
- 1947 — «Месяц в деревне» / A Month in the Country, (ТВ), (Великобритания) Адаптация и сценарий Эмлина Уильямса[англ.]
- 1955 — Месяц в деревне (ТВ), (Великобритания), реж Роберт Хеймер (в адаптации Костанс Гарнетт) (телесериал ITV Пьеса недели[англ.]). В ролях: Маргарет Лейтон (Наталья), Лоуренс Харви (Беляев) и Майкл Гоф (Ракитин)
- 1958 — Месяц в деревне / A Month in the Country (ТВ), (Канада). Реж. Марио Призек (сериал Фолио)
- 1959 — Месяц в деревне / A Month in the Country (ТВ) (США). Реж. Марк Дэниэлс, (в адаптации Костанс Гарнетт), (телесериал Пьеса недели[англ.]). В ролях: Ута Хаген (Наталья), Ричард Истон[англ.] (Беляев), Александр Скурби[англ.] (Ракитин)
- 1960 — Месяц в деревне / Ein Monat auf dem Lande (ТВ), (ФРГ). Реж. Роберт Фрайтаг[нем.]
- 1964 — Месяц в деревне / Kuukausi maalla (ТВ) (Финляндия). Реж. Мауно Хивёнен[фин.]
- 1964 — Месяц в деревне / Um Mês no Campo (ТВ), (Португалия), режиссёр Педру Мартинш
- 1964 — Летний дождь / Lluvia de verano (ТВ) (Испания). Реж. Хуан Герреро Самора[исп.] (сериал «Новелла»[исп.]).
- 1965 — Месяц в деревне / Ein Monat auf dem Lande (ТВ), (ГДР), Режиссёры Вольфрам Кремпель[нем.], Курт Зегер
- 1966 — Месяц в деревне / A Month in the Country (ТВ) (Великобритания), режиссёр Кристофер Морахан[англ.], (телесериал Театр 625[англ.]), в ролях: Вивьен Мерчант (Наталья), Хайвел Беннетт[англ.] (Беляев) и Дерек Годфри[англ.] (Ракитин)
- 1966 — Месяц в деревне / Un mois à la campagne (ТВ), (Франция). Реж. Андре Барсак
- 1967 — Месяц в деревне / Ein Monat auf dem Lande (ТВ), (Австрия). Реж. Вольфганг Глюк[нем.].
- 1967 — Месяц в деревне / Un mes en el campo (ТВ), (Испания). Реж. Альберто Гонсалес Верхель[исп.], сериал Студио 1[исп.]
- 1968 — Месяц в деревне (Ленинградское ТВ), (СССР). Реж. Юрий Маляцкий
- 1973 — телеверсия спектакля Е. И. Еланской
- 1976 — Месяц в деревне / Un mois à la campagne (ТВ), (Франция). Реж. Пьер Саббаг[фр.] (сериал Сегодня вечером в театре[фр.])
- 1977 — Месяц в деревне / A Month in the Country (ТВ) (Великобритания). Реж. Квентин Лоуренс[англ.] (адаптация Дерека Марлоу[англ.]). В ролях: Сюзанна Йорк (Наталья) и Иэн Макшейн (Беляев)
- 1978 — Месяц в деревне[англ.] / A Month in the Country, (ТВ) (Великобритания), фильм-балет, режиссёр и хореограф Фредерик Аштон. Музыка Фридерика Шопена в аранжировке Джона Ланчбери
- 1979 — Месяц в деревне / Een maand op het land (ТВ) (Бельгия). Реж. Антонин Москалик, Винсент Руффар[нидерл.]
- 1980 — Месяц в деревне / Egy hónap falun (ТВ) (Венгрия). Реж. Тамаш Сиртеш
- 1983 — телеверсия спектакля А. В. Эфроса
- 1985 — телефильм Би-би-си. Реж Билл Хейс, в ролях: Элинор Брон (Наталья), Ричард Брирс[англ.] (Аркадий) и Иэн Чарлсон (Ракитин)
- 1986 — Месяц в деревне / En måned på landet (ТВ) (Норвегия). Реж. Тея Стейбелл[норв.]
- 2014 — «Две женщины» (реж. В. Глаголева)[6]